# Литовченко Олексій Потапович
Олексій Потапович Литовченко (рос. Литовченко, Алексей Потапович; 2 липня 1938, станція Магнай Комсомольського району, тепер Карабалицького району Костанайської області, Казахстан — 11 травня 1992, місто Челябінськ, Російська Федерація) — радянський діяч, 1-й секретар Челябінського обласного комітету КПРС. Член ЦК КПРС у 1990—1991 роках. Народний депутат РРФСР (1990—1992). 

## Життєпис
У 1955 році закінчив школу фабрично-заводського навчання Магнітогорського металургійного комбінату як електрослюсар.
У 1955—1958 роках — електрослюсар, машиніст електрокрану Магнітогорського металургійного комбінату Челябінської області.
З 1958 по 1961 рік служив у Радянській армії. Член КПРС з 1960 року.
У 1961—1966 роках — студент Магнітогорського гірничо-металургійного інституту, здобув спеціальність інженера-металурга з автоматизації.
У 1966—1979 роках — апаратник, майстер, секретар партійного бюро, заступник начальника і начальник листопрокатного цеху № 3, головний прокатник Магнітогорського металургійного комбінату.
У 1979—1983 роках — секретар партійного комітету Магнітогорського металургійного комбінату Челябінської області.
У 1983—1984 роках — заступник директора Магнітогорського металургійного комбінату із капітального будівництва.
У 1984—1987 роках — директор, у 1987—1988 роках — генеральний директор Челябінського металургійного комбінату.
У грудні 1988 — 12 серпня 1989 року — 2-й секретар Челябінського обласного комітету КПРС.
12 серпня 1989 — 29 серпня 1991 року — 1-й секретар Челябінського обласного комітету КПРС.
Обирався делегатом XXVI з'їзду КПРС (1981) та XIX конференції КПСС (літо 1988).
Помер 11 травня 1992 року в Челябінську. Похований на Успенському цвинтарі Челябінська.

## Нагороди і звання
- орден Жовтневої Революції (1986)
- орден Трудового Червоного Прапора (1981)
- медалі

## Досягнення
- Керуючи ЧМК[ru], особливу увагу приділяв питанням прискорення наук.-техн. прогресу: лише за 1985 р. на комбінаті було реалізовано 249 великих техн. заходів. Під керівництвом Литовченка підготовлені і в рекордно короткі терміни здійснені рекції блюмінгів "1300" і "1180", стану "350", коксової батареї № 1, розроблена одна з перших в області програм інтенсифікації виробництва.